# 행정학
행정학(行政學, public administration theory)은 정부의 운영과 관리를 연구하는 사회과학 학문 분야이다. 법정계열로 분류하기도 한다. 행정학의 세부 분야로는 정책학, 재무행정론, 인사행정론, 도시행정론, 지방행정론, 조직론,행정법 등이 있다.

## 역사
현대적 의미로서의 행정학은 우드로 윌슨의 논문 〈행정의 연구〉(The Study of Administration, 1887년)를 계기로 정립되기 시작하였다는 견해가 일반적이기는 하지만 이에 대해서는 여러 비판적인 견해들을 경청할 필요가 있다. 윌슨은 당시 유럽대륙에서 진행되고 있었던 산업혁명 과정에서 대규모 조직들이 형성되고 효율적으로 관리되고 있는 현상을 주의깊게 관찰하였으며 당시 미국에서 펜들턴 법의 등장과 함께 인사 제도를 실적주의(Merit System)로 전환하는 개혁을 지켜보았다. 윌슨은 인사제도를 개혁하는 것 뿐만이 아니라 행정 시스템을 어떻게 효율적으로 바꿀 것인가를 고민하였는데 위 논문은 그 결과라고 볼 수 있다.
한편 유럽내 독일의 경우 이미 관방학(Cameralism)의 전통이 있었고 아시아도 국가 통치를 위한 각종 제도와 철학적 기반들이 이미 오래 전부터 형성되어 왔다는 점을 간과해서는 안된다. 이러한 흐름 속에서 정부의 운영과 관리에 대한 관점은 20세기 들어서 매우 심도있게 논의 되었으며 이러한 논의를 통하여 정부역할의 팽창과 더불어 단순히 전통적인 통치와 권력 개념에서 이해되던 정부의 활동 뿐만 아니라 이를 결정하고 집행하는 정부기구의 관리와 운영에 대한 관점이 획기적으로 전환되면서 근대 행정학이 탄생하게 된 것이다.

### 대한민국
한국 행정학의 역사는 1959년 서울대학교 행정대학원의 탄생과 더불어 미국식 행정학이 도입되면서 시작되었다고 볼 수 있으나, 김운태 교수의 근대조선행정사의 연구나 다산 정약용의 관료제에 대한 연구들, 그리고 다양한 행정기구들이 체계적으로 관리되고 운영되었던 긴 역사들을 고려한다면 훨씬 더 깊은 연원을 갖는다고 할 수 있다. 불행한 것은 이러한 행정학의 역사가 형식적으로는 단절적으로 진행되었다는 점이다. 즉 미국식 행정학 도입 이전의 한국 행정학에 대한 이론과 분석들이 주류이론으로 편입되지 못함에 따라 많은 행정학자들이 한국 행정학의 연속적인 발전고리를 찾아 제시하지 못하는 한계를 보이고 있다.
그럼에도 불구하고 한국행정학은 짧은 시간 동안 눈부시게 발전하여 왔다. 행정학은 한국전쟁이후 현재의 대한민국을 이룩하는데 일조하였다. 행정부 및 입법, 사법부 전반에 걸쳐 우수한 인재를 배출했을 뿐만 아니라 법, 제도, 정책적인 기여를 통해 국가의 성장과 발전에 기여하여 왔다. 학문적으로도 행정학은 전국에 가장 많은 독립 학과가 존재하고 있다는 점에서 알 수 있듯이 사회과학분야의 핵심 학과로서 자리잡고 있다. 또한 사회과학의 선도적 학술활동의 중심에 있다. 한국행정학은 그 연구영역이 광범위하고 현실 행정문제를 적극적으로 다루고 있으며, 한편으로는 각국에서 진행되고 있는 다양한 행정이론의 논쟁들을 적극적으로 받아들이고 발전시키고 있다.

## 행정학의 세부 분야
- 정책학
- 조직론
- 인사행정론
- 재무행정론
- 지방행정론
- 도시행정론
- 공기업론
- 관료제론
- 조사방법론
- 계량행정론
- 공공선택론
- 거버넌스
- 전자정부론

## 같이 보기
- 행정